# اسناد پارادایس

کشورهایی که نام سیاستمداران یا مسئولان اداری آنها در لیست اسناد پارادایس ذکر شده‌است.

اسناد پارادایس یا اسناد بهشت (به انگلیسی:Paradise Papers) مجموعه ای بیش از ۱۳ میلیون صفحه اسناد و مدارک الکترونیکی مربوط به سرمایه‌گذاری در مراکز مالی فراساحلی است که در ۵ نوامبر ۲۰۱۷ به بیرون درز کرد. اسناد و مدارک توسط مؤسسه Appleby و با همکاری شرکت ارائه دهندگان خدمات Estera و Asiaciti و ۱۹ حوزه مالیاتی ثبت شده‌است. مدارک حاوی اسامی بیش از ۱۲۰۰۰۰ شخص و شرکت است. در میان کسانی که نام آنان ذکر شده می‌توان به ملکه الیزابت دوم رئیس‌جمهور کلمبیا , خوان مانوئل سانتوس و وزیر بازرگانی ایالات متحده ویلبر راس اشاره نمود. با توجه به اظهار نظر گروه مشاوره بوستون مقدار پول درگیر در حدود ۱۰۰۰ میلیارد دلار است.
در تاریخ ۲۰ اکتبر ۲۰۱۷ یک کاربر ناشناس Reddit اشاره به وجود اسناد پارادایس نمود. در اواخر ماه، کنسرسیوم بین‌المللی روزنامه نگاران تحقیقی (ICIJ) اعلام کرد که اپلبی با اتهامات تخلف روبرو شده‌است.
این کنسرسیوم اسامی بیش از ۴۰ سیاستمدار و اطرافیان آنهارا در لیست آورده است.
Appleby با تکذیب این مطلب اطلاع داده است که در سال گذشته برخی از داده‌های آن توسط هکرها به سرقت رفته بود. اسناد و مدارک به دست آمده شبیه مدارکی بود که در سال ۲۰۱۶ توسط روزنامه آلمانی زوددویچه تسایتونگ بنام اسناد پاناما منتشر شده بود. نام «اسناد بهشت» بازتاب اصطلاح گریزگاه مالیاتی یا «بهشت مالیاتی» می‌باشد.